# Santa Ana (cidade da Venezuela)
Santa Ana é uma cidade venezuelana, capital do município de Santa Ana.